# Suzanne Bachelard
Suzanne Bachelard, nascuda el 18 d'octubre de 1919 a Voigny, i morta el 3 de novembre de 2007 a París, fou una filòsofa francesa.

## Biografia
Suzanne Bachelard era filla del filòsof Gaston Bachelard i de Jeanne Rossi, que va morir poc després que ella nasqués. És el seu pare qui s'encarregà de la seva educació. Després d'estudiar l'etapa secundària a Dijon, va continuar la seva formació filosòfica i matemàtica a París, on fou alumna de Jean Cavaillès.
Ja en la seva etapa professional, va ensenyar filosofia a la Facultat de Lletres de Lille, des de 1957; després treballà com a professora associada a l'École normale supérieure de jeunes filles de Sèvres; des de 1963, a la Universitat Panthéon-Sorbonne, on va tenir com a ajudant Jacques Derrida; també a l'Institut d'Història de la Ciència i de la Tecnologia, on l'any 1972 succeïa Georges Canguilhem.
Va morir als 88 anys a París i va ser enterrada a Bar-sur-Aube.

## Obra
El 1958, a La consciència de la racionalitat, Suzanne Bachelard va establir que tota ciència racional és una ciència que ramifica. Estudia els vincles entre la raó i l'experiència, a partir de la filosofia d'Edmund Husserl, de qui és especialista.
Li devem la traducció francesa de Formale und transzendentale Logik de Husserl. I també l'edició del llibre pòstum del seu pare Fragments d'une Poétique du Feu, publicat per Presses universitaire de France el 1988.
- La lògica de Husserl: estudi sobre “Lògica formal i lògica transcendental”, París, 1957.
- Consciència de racionalitat: estudi fenomenològic sobre física matemàtica, París,1958.
- Polèmiques sobre el principi de mínima acció al XVIII XVIII segle, París, 1961.
- La representació geomètrica de magnituds imaginàries, a principis del segle XIX, París, 1966.

## Reconeixements
- Oficial de la Legió d'Honor